# كيفن ووكر
كيفن ووكر (بالسويدية: Kevin Walker)‏ (3 أغسطس 1989 أوربرو السويد - ) هو لاعب كرة قدم سويدي يلعب كلاعب وسط.

## وصلات خارجية
كيفن ووكر على موقع الاتحاد الأوربي (الإنجليزية)
- كيفن ووكر على موقع اتحاد السويد (السويدية)
- كيفن ووكر على موقع قاعدة بيانات كرة القدم.إي يو (الإنجليزية)
- كيفن ووكر على موقع Soccerway.com (الإنجليزية)
- كيفن ووكر على موقع عالم كرة القدم.نت (الإنجليزية)